# Онежская улица (Москва)
Оне́жская у́лица — улица в Северном административном округе города Москвы на территории Головинского района. Проходит от Михалковской до Фестивальной улицы. Нумерация домов ведётся от Михалковской улицы.

## Происхождение названия
Улица названа по Онежскому озеру или реке Онега в 1964 году. До этого с 1927 года делилась на две улицы: Лихачёвское  и Октябрьское шоссе.

## Описание
Онежская улица начинается от пересечения Михалковской улицы и Пакгаузного шоссе (граница с районом Коптево), сразу после эстакады над Окружной железной дорогой. Направление улицы — с юго-востока на северо-запад. Осевая линия улицы между поворотом на Флотскую и до конца является границей Головинского района и района Ховрино.
Примыкания с нечётной стороны
- Михалковская улица
- 1-й Лихачёвский переулок
- 3-й Лихачёвский переулок
- Лихоборская набережная — река Лихоборка
- Кронштадтский бульвар
- Флотская улица
- Фестивальная улица

Примыкания с чётной стороны
- Пакгаузное шоссе
- 2-й Лихачёвский переулок
- 3-й Лихачёвский переулок
- Лихоборская набережная — река Лихоборка
- Солнечногорская улица
- Фестивальная улица

Заканчивается улица круговым движением: налево и направо идёт Фестивальная улица, прямо — Петрозаводская (граница с районом «Ховрино»).
На всём протяжении Онежская улица имеет четыре (по две в каждую сторону) полосы автомобильного движения, за исключением небольших участков перед поворотами на Михалковскую улицу и Кронштадтский бульвар — там выделены дополнительные третьи полосы для поворачивающих автомобилей. Улица оборудована пешеходными тротуарами: по чётной стороне — полностью, по нечётной — полностью, кроме участка от поворота на Флотскую улицу до конца. От поворота на Кронштадтский бульвар и почти до самого конца у улицы в сторону области имеется односторонний рукав-дублёр, в прошлом являвшийся частью старой трассы Лихачёвского шоссе посёлка Новоховрино, а затем бывший до середины 1980-х основным ходом собственно Онежской улицы (на месте снесённых сельских домов оставалась роща).
На протяжении улицы имеется 8 светофоров и 3 нерегулируемых пешеходных перехода, дополнительно — один светофор и три нерегулируемых пешеходных перехода на «дублёре».

## Здания и сооружения

### Нечётная сторона
- Головинские пруды
- № 1/2 — магазин «Продукты»; медицинский центр «Medical Pro»; фитнес-клуб; салон красоты; Московская объединённая энергетическая компания — филиал № 11, отделение сбыта № 2 САО (обслуживание районов «Ховрино», «Левобережный» и «Головинский»)
- № 3 — ГОУ Колледж предпринимательства № 11; автошкола
- № 5 стр. 4 — электроподстанция
- № 7-а — Лечебно-профилактический стоматологический центр от Московского государственного медико-стоматологического университета (МГМСУ); кафедра стоматологии общей практики и подготовки зубных техников. Учебная зуботехническая лаборатория от МГМСУ
- № 9/4 — магазины «Продукты», «Мебель», «Ткани»
- № 9/4-а — магазин «Алкогольная продукция»; Управление социальной защиты населения Головинского района
- № 11/11 — аптека «Добрый Лис», магазины «гастроном № 9», «Одежда и обувь», хозяйственный магазин
- № 11/11 стр. 2 — электроподстанция
- № 13 — досуговый центр «Подари настроение!»
- № 15 к. 1 — аптека № 2/48 сети «Столичные аптеки»; Центр занятости населения — отдел трудоустройства района «Головинский»
- № 17 к. 4 — библиотека-филиал № 197
- № 17 к. 5 — салон красоты «Моника»
- № 19/38 — парикмахерская «Карэ Стиль»; магазины «Продукты», «Охотник», хозяйственный магазин
- № 47 — Городской центр жилищных субсидий — отдел № 69 «Ховрино»
- от поворота на Флотскую ул. и до конца — автостоянки № 2 и 42

### Чётная сторона
- № 2,  памятник архитектуры (вновь выявленный объект) — комплекс зданий и сооружений станции «Лихоборы» (1903—1908, архитектор А. Н. Померанцев, инженер С. Карейша[4]:
  - № 2 — здание занимает центр социального обслуживания «Головинский».
  - № 2а — дом начальника участка со службами. В наше время — творческие студии некоммерческого фонда «Московская организация художественного фонда».
  - № 2, стр. 2 — электроподстанция.
- № 6 — Почта России (индекс 125 438); магазины «Красное и Белое», магазин "Текстиль".
- № 8 — центр Келдыша.
- № 8 стр. 1 — НИИ сельхозмашиностроения (ВИСХОМ).
- № 8 стр. 2 — ортопедический салон.
- № 12 — Сбербанк России — Тверское отделение № 7982/0429.
- № 18 — жилой дом. Здесь жил фотограф Евгений Халдей[5], салон красоты, зоомагазин, магазин одежды и обуви, универсам "Пятёрочка"
- № 18 к. 3 стр. 3 — электроподстанция.
- № 20 — продуктовый универсам "Идея".
- № 26 — НИИ геодезии, аэросъёмки и картографии имени Ф. Н. Красовского.
- № 28 — объединённая диспетчерская служба (ОДС) № 19-2.
- № 34 стр. 1 — аптека «Alphega».
- № 34 к. 2 — супермаркет «Перекрёсток», бильярдный клуб «Антарио», аптека «А5», ювелирный магазин.

## Транспорт
- Автобус: №№ 22[6], 65[7], 65к, 70, 72[8], 90[9], 123[10], 139, 500, 565, 595, 621, 801[11], 888
- Станция метро
  - «Водный стадион» — в 2200 м от начала улицы
  - «Речной вокзал» — в 1800 м от конца улицы
- Ж/д станция
- Платформа «Грачёвская» —  в 1120 м от конца улицы
- Платформа «Моссельмаш» — в 1400 м от середины улицы
- Станция МЦК Коптево

## Галерея

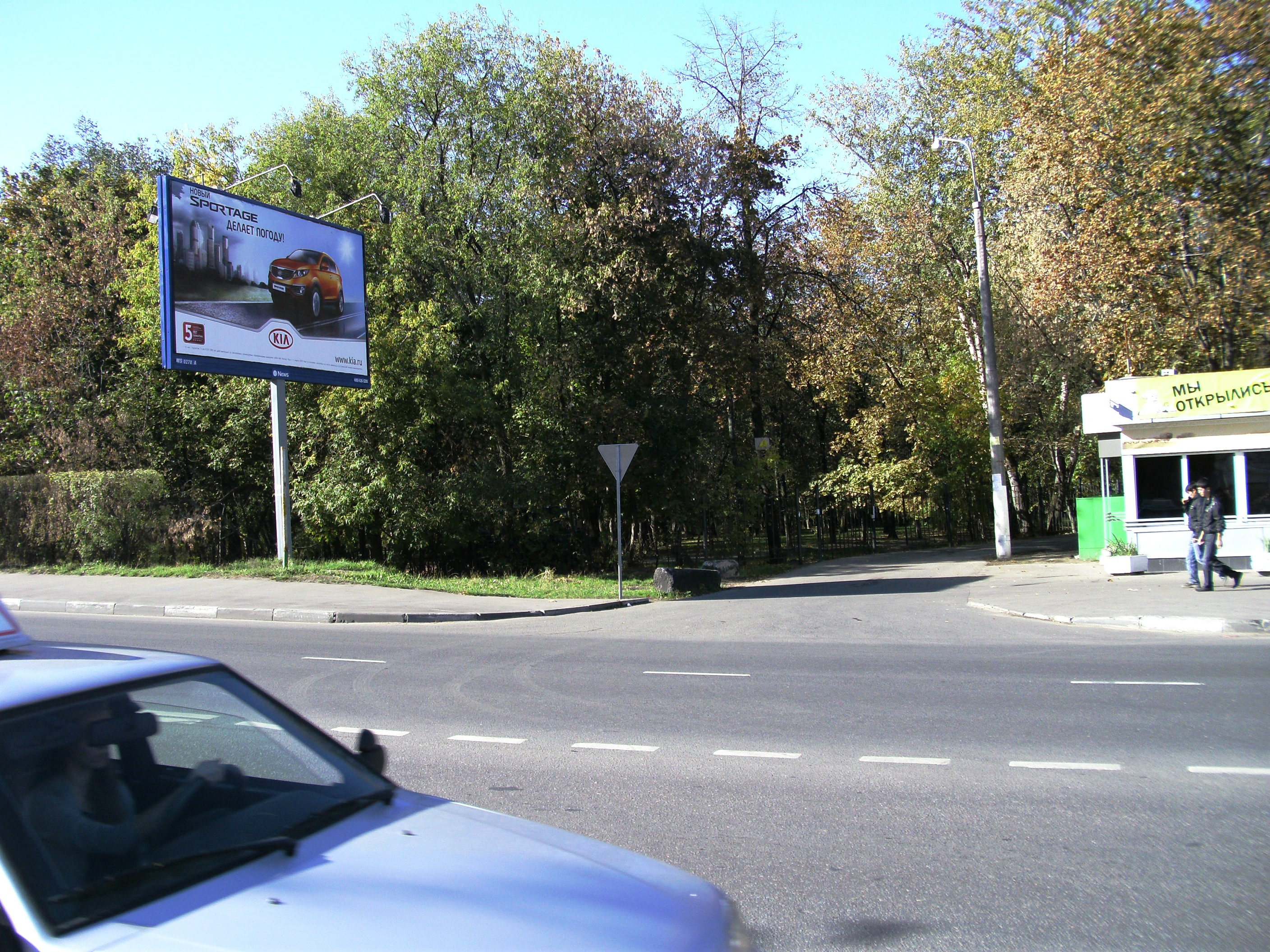
Начало нечётной стороны — вход в Головинский парк
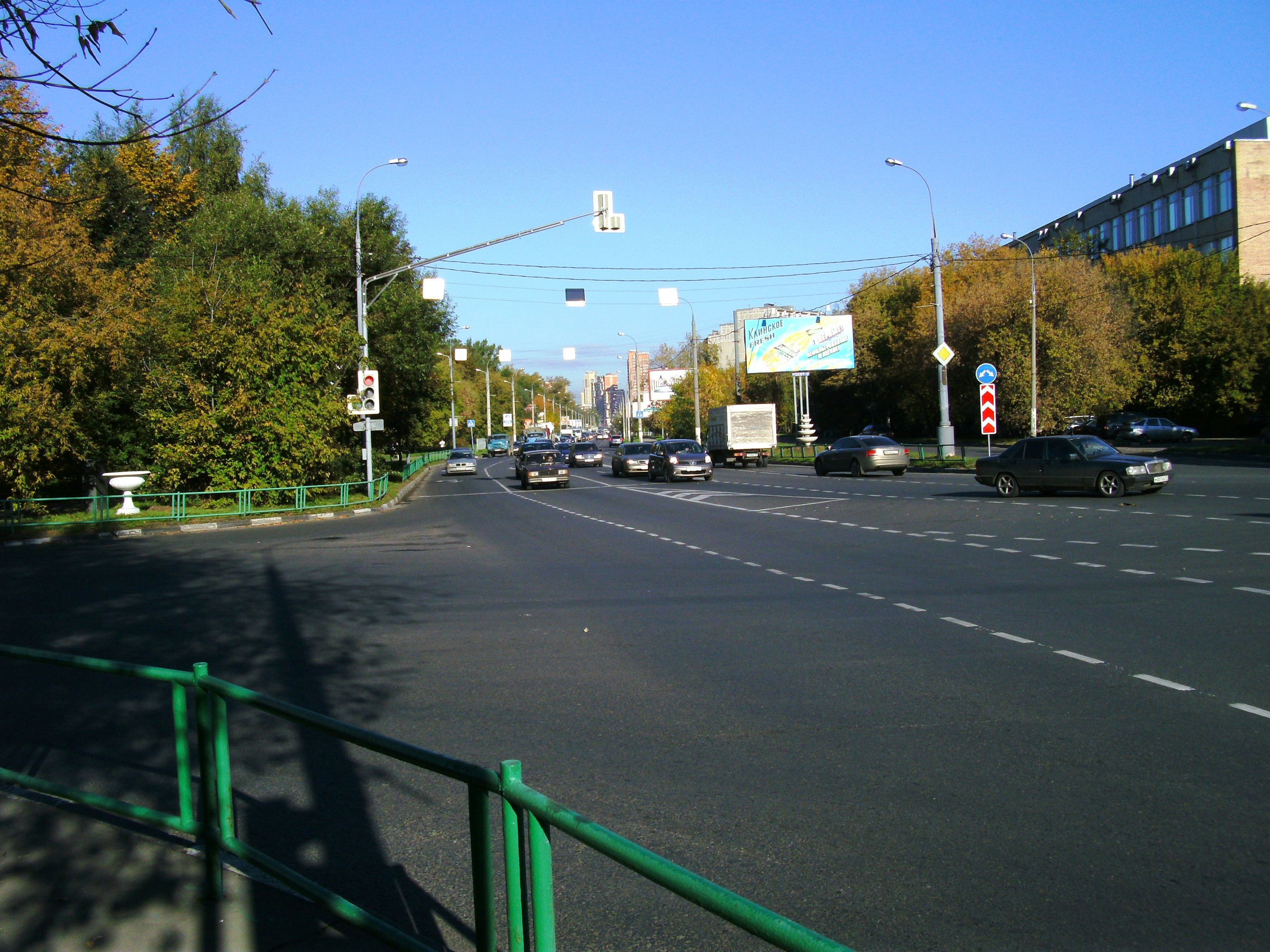
Пересечение с Кронштадтским бульваром (слева). Справа в глубине видно начало «рукава-дублёра»
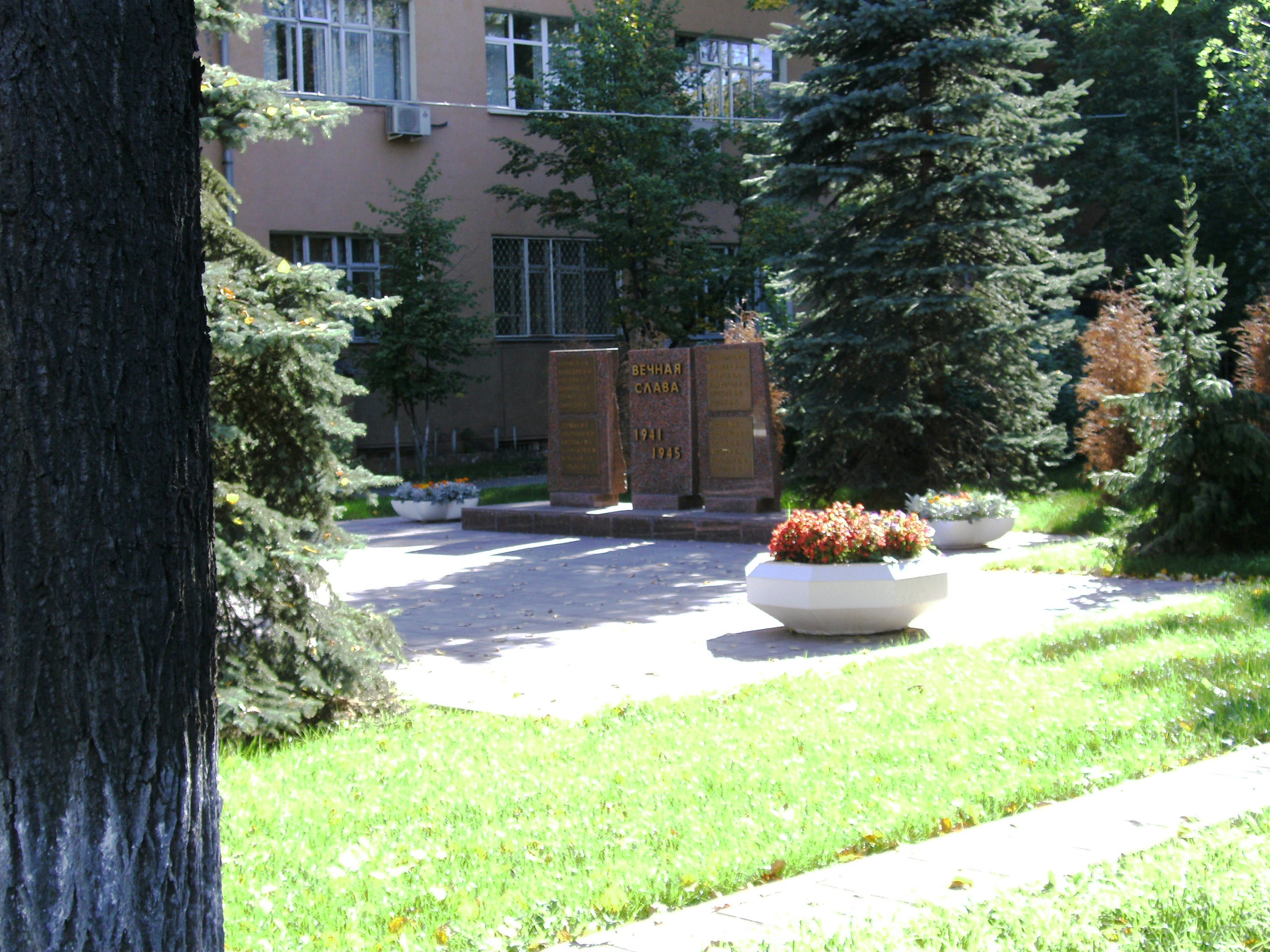
Мемориал погибшим в ВОВ на территории ЦНИИГАиК (д. № 26)
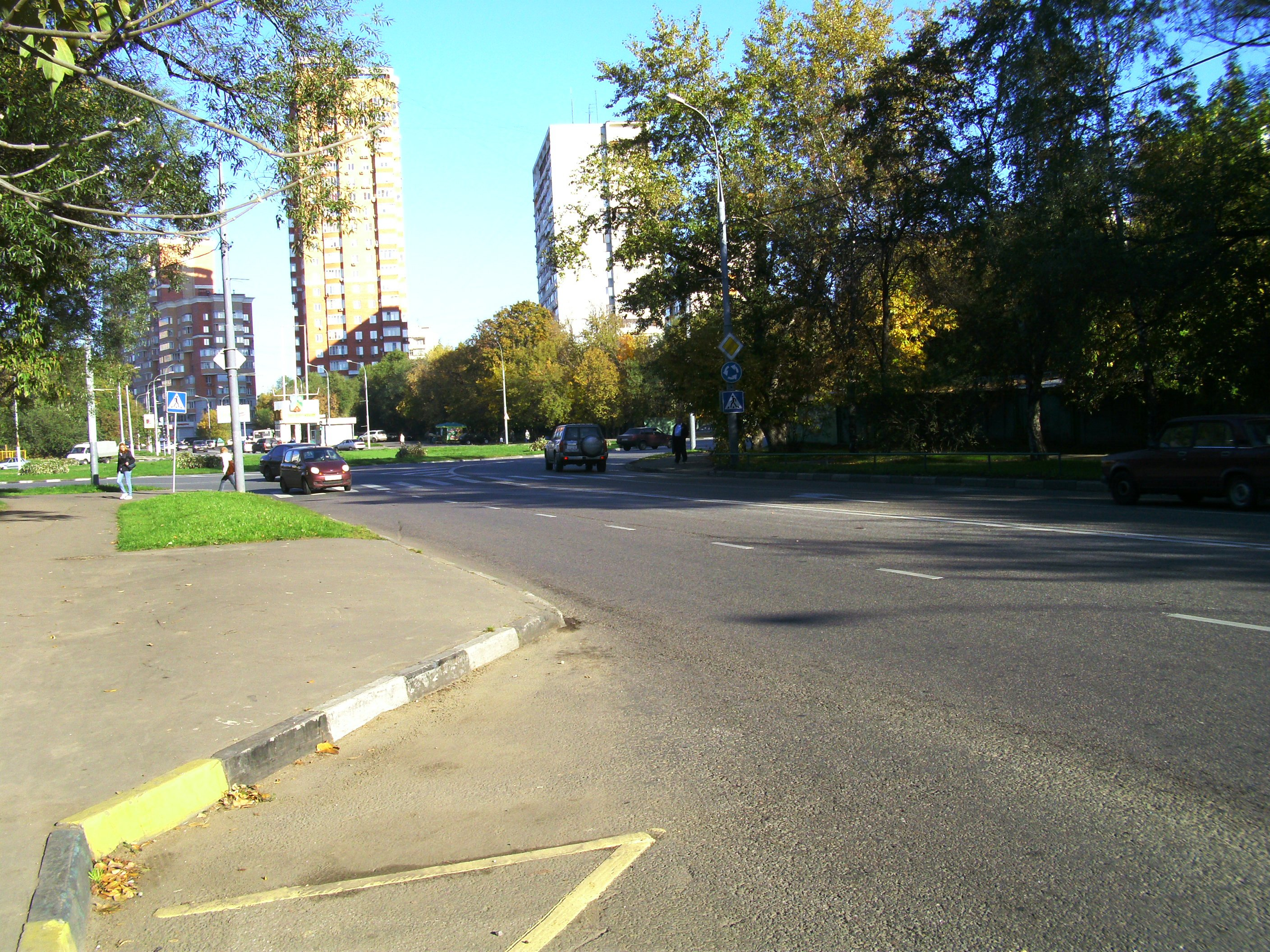
Конец улицы. Налево и направо уходит Фестивальная ул., прямо (в глубине) видно начало Петрозаводской ул.